# ヤン・ファン・ケッセル (父)
ヤン・ファン・ケッセル（Jan van Kessel de Oude、1626年4月5日（洗礼日）- 1679年4月17日）は、フランドルの画家である。17世紀の中頃に、アントウェルペンで働いた。様々なジャンルの作品を描いたが動物を描いた作品や静物画で知られている。同時代のアムステルダムに血縁関係にない同名の画家（Jan van Kessel (1641-1680)）がいて混乱が見られた。同名の息子も画家になった。

## 略歴
アントウェルペンで生まれた。父親のヒエロニムス・ファン・ケッセル(Hieronymus van Kessel: 1578-1636)は肖像画を得意とする画家で、母親のパスカシア(Paschasia Brueghel) はヤン・ブリューゲル1世(1568–1625)の娘であった。ブリューゲル一族を代表する画家のピーテル・ブリューゲル(1525/1530-1569)のひ孫にあたる。
9歳のころからシモン・デ・フォス(Simon de Vos: 1603-1676)のもとで絵の修行を初め、父親や叔父のヤン・ブリューゲル2世(1601–1678)からも絵を学んだ。1644年にアントウェルペンの聖ルカ組合の会員に登録された。1646年6月に、画家、ファン・アプショーフェン(Ferdinand van Apshoven de Oude)の娘と結婚した。13人の子供が生まれ、同名の息子のヤン・ファン・ケッセル2世とフェルディナンド・ファン・ケッセルは画家になった。アントウェルペンの民兵隊の隊長も務めた。
晩年になるまで恵まれた経済状態にあり、アントウェルペンの中心部に邸を買って住んでいた。1679年にアントウェルペンで没した。
多才な画家で、風景画、寓意画、静物画など広いジャンルの作品を描き、昆虫や魚類など博物学的に正確な描写をしている作品でも知られている。

## 作品

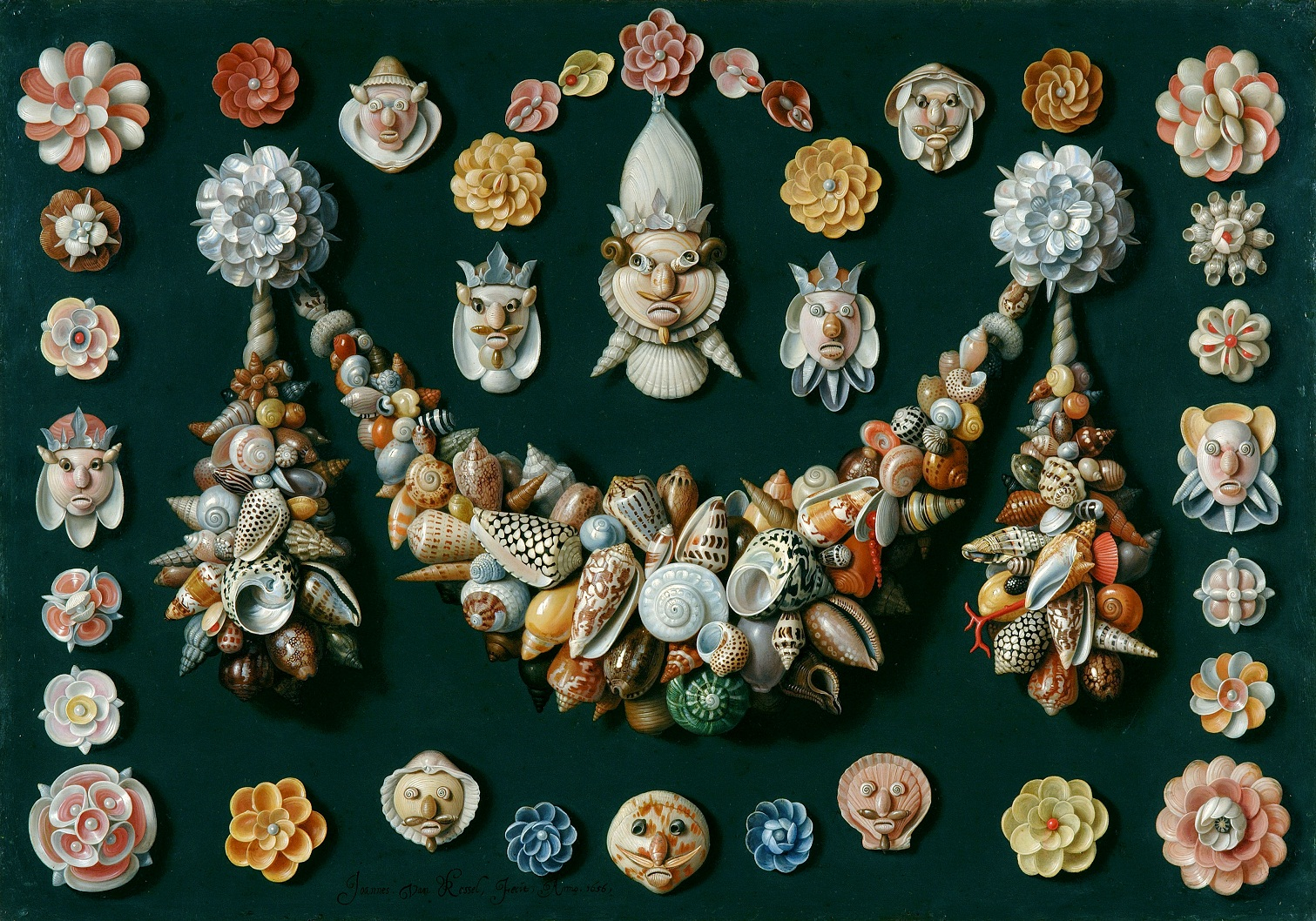
「貝殻で作られたマスクや装飾を描いた装飾画」 Fondation Custodia
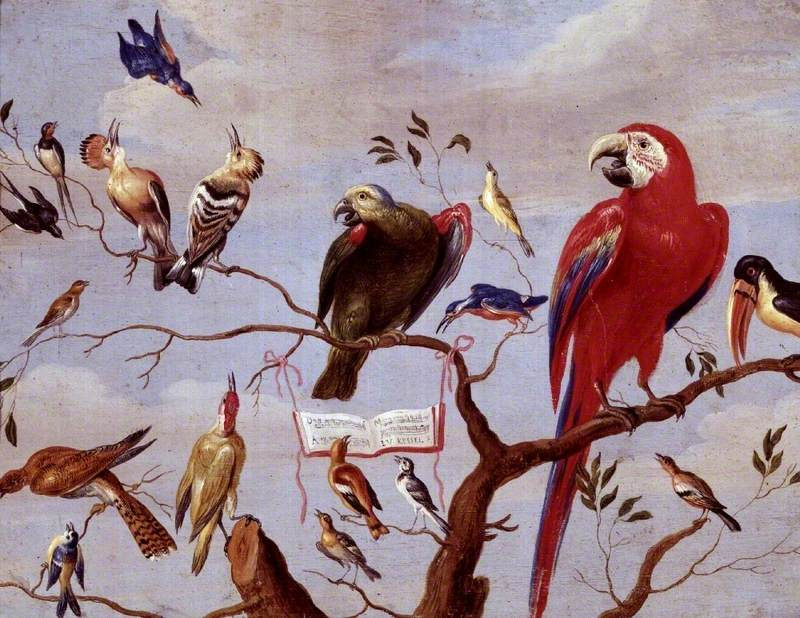
鳥の合唱 Shipley Art Gallery
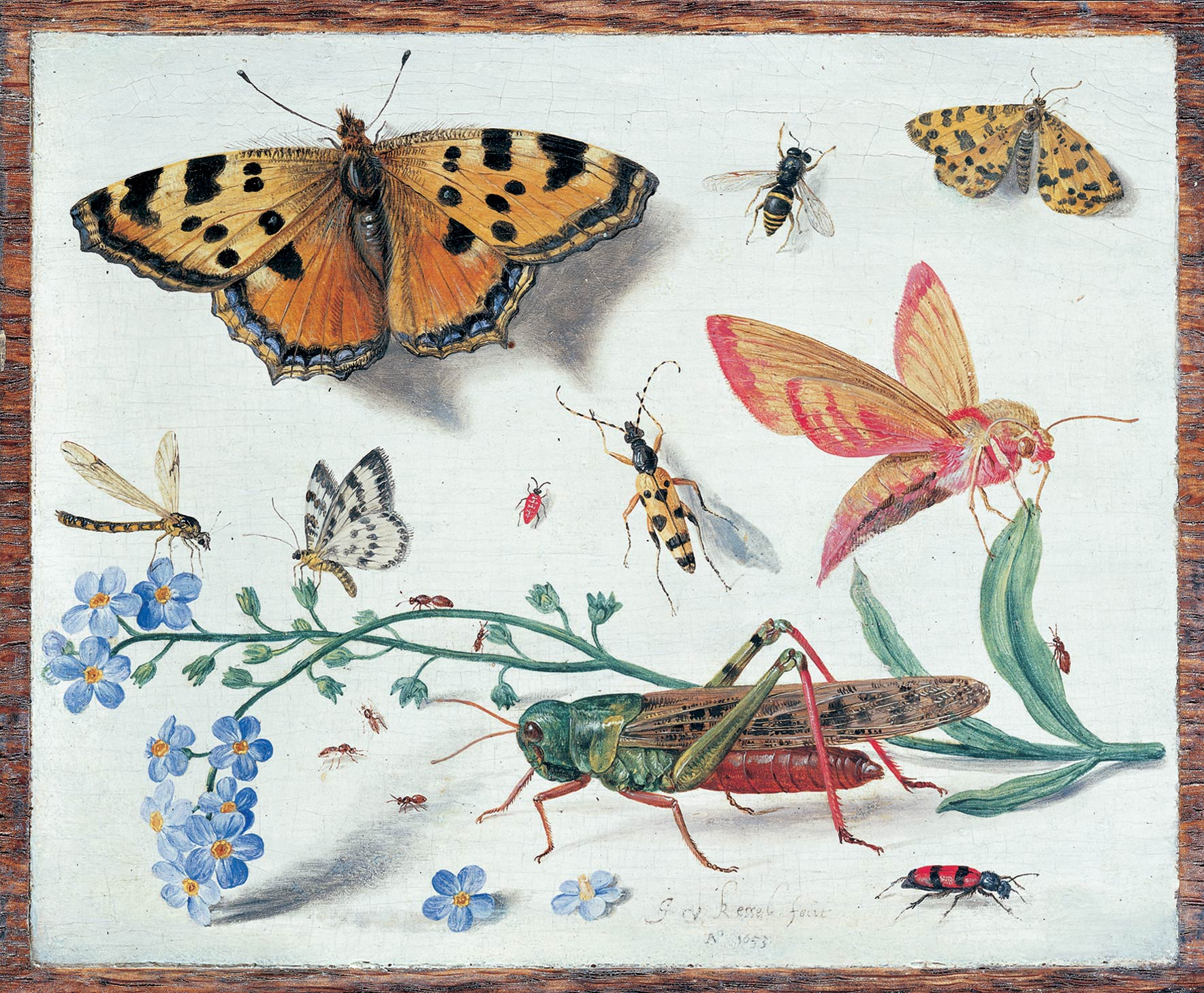
昆虫図 (1653) Galerie Müllenmeister
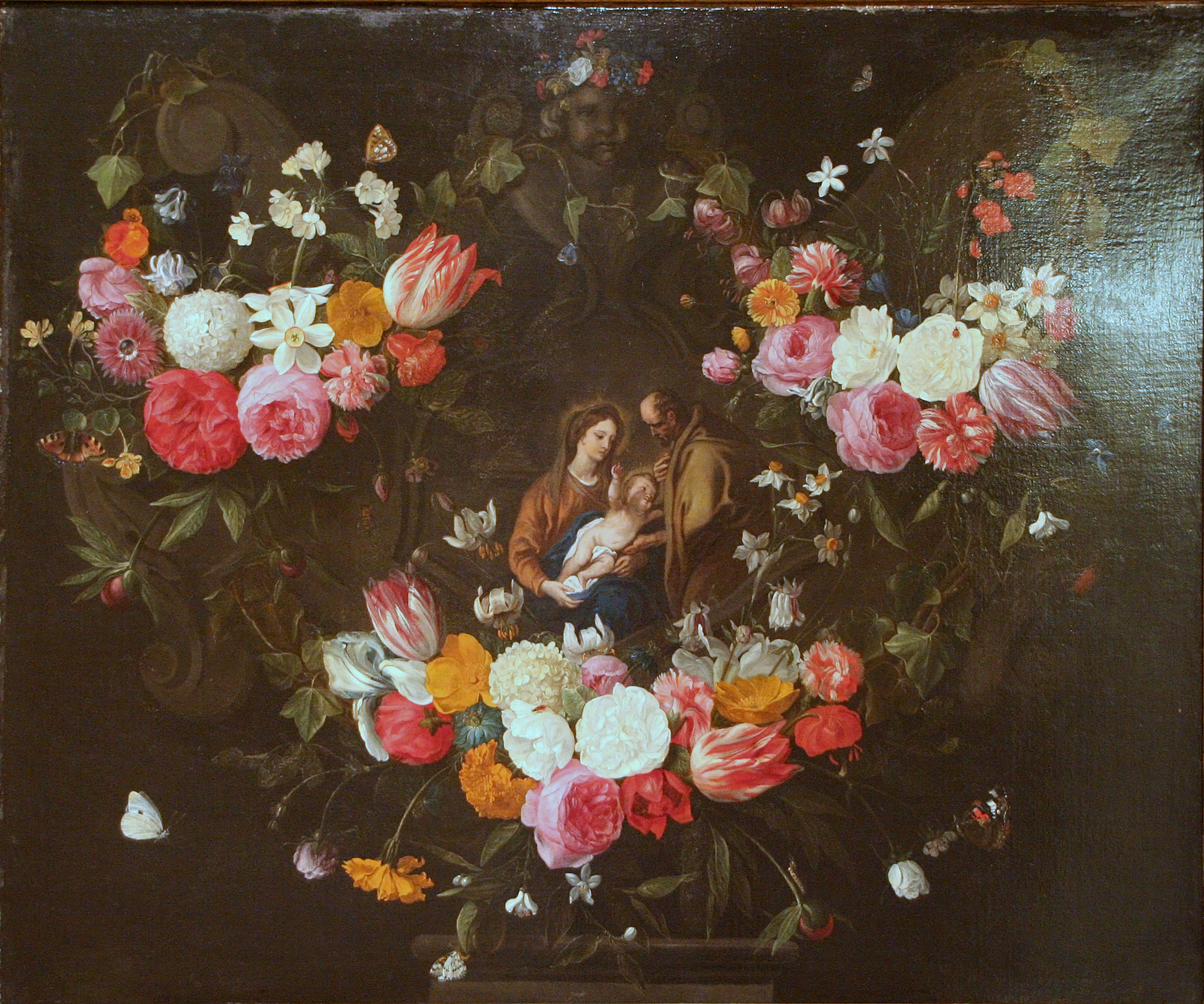
花環図 Curtius Museum
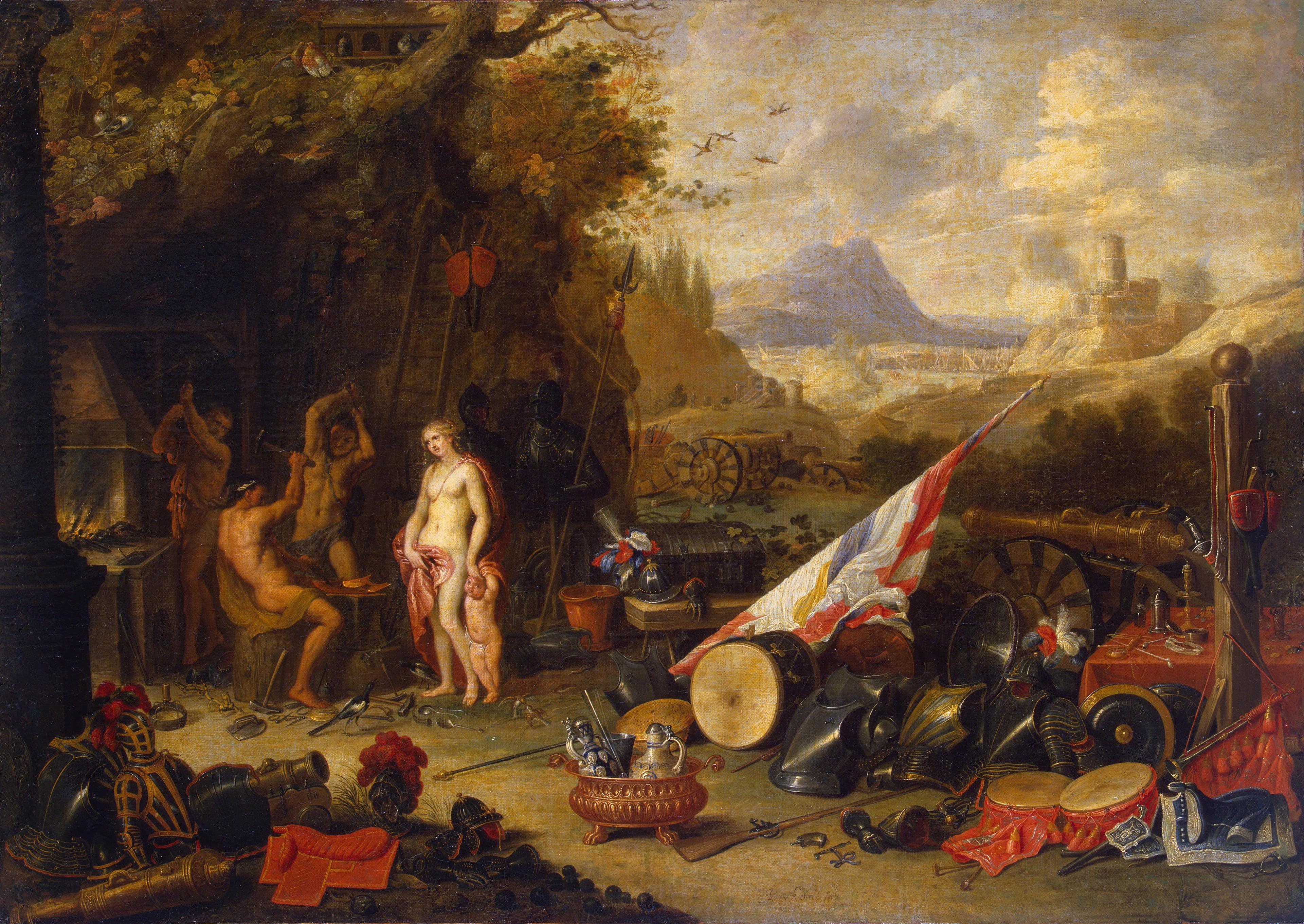
ウルカヌスの鍛冶場を訪れるヴィーナス (1662) エルミタージュ美術館、サンクトペテルブルク
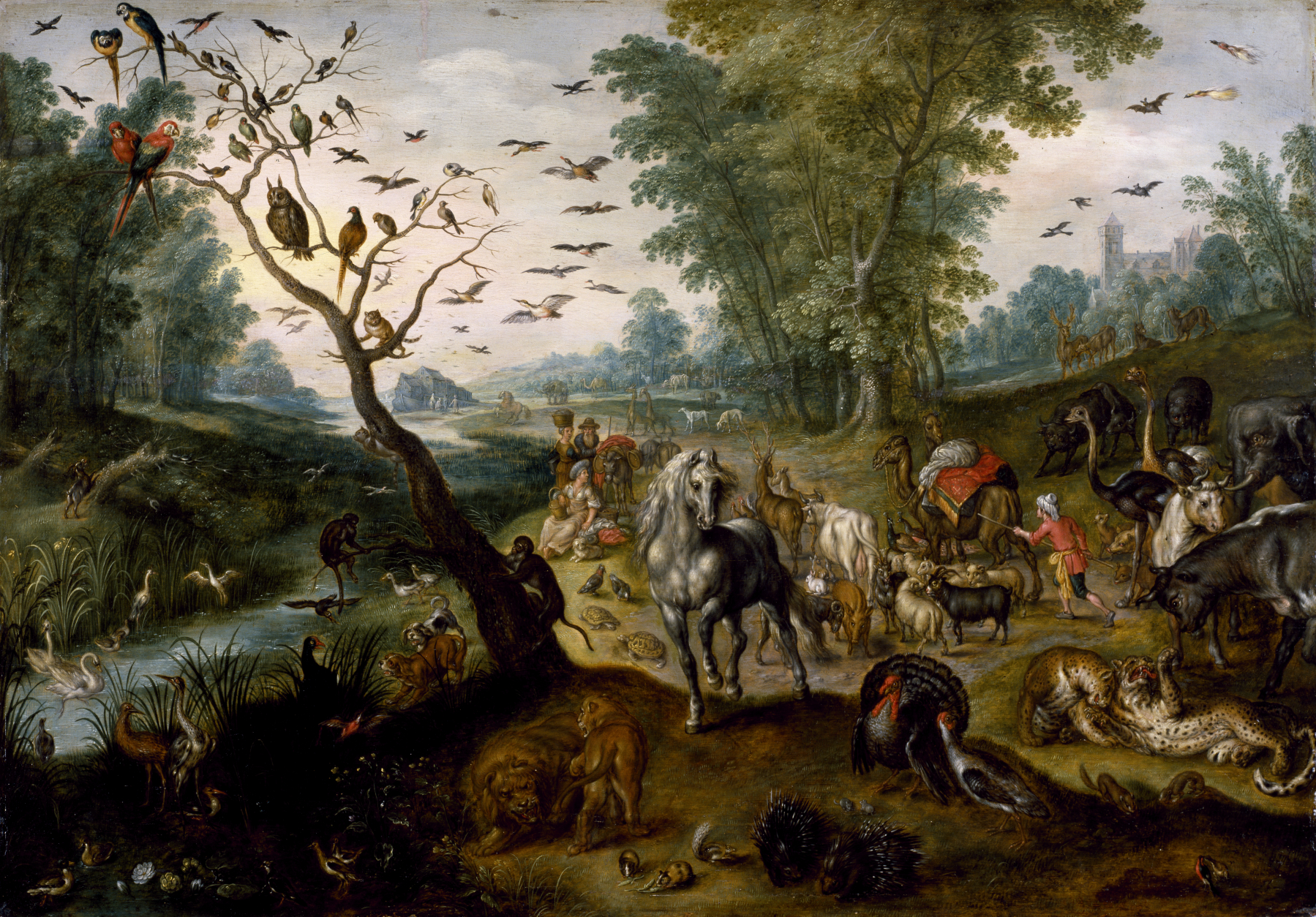
動物を集めるノアの家族
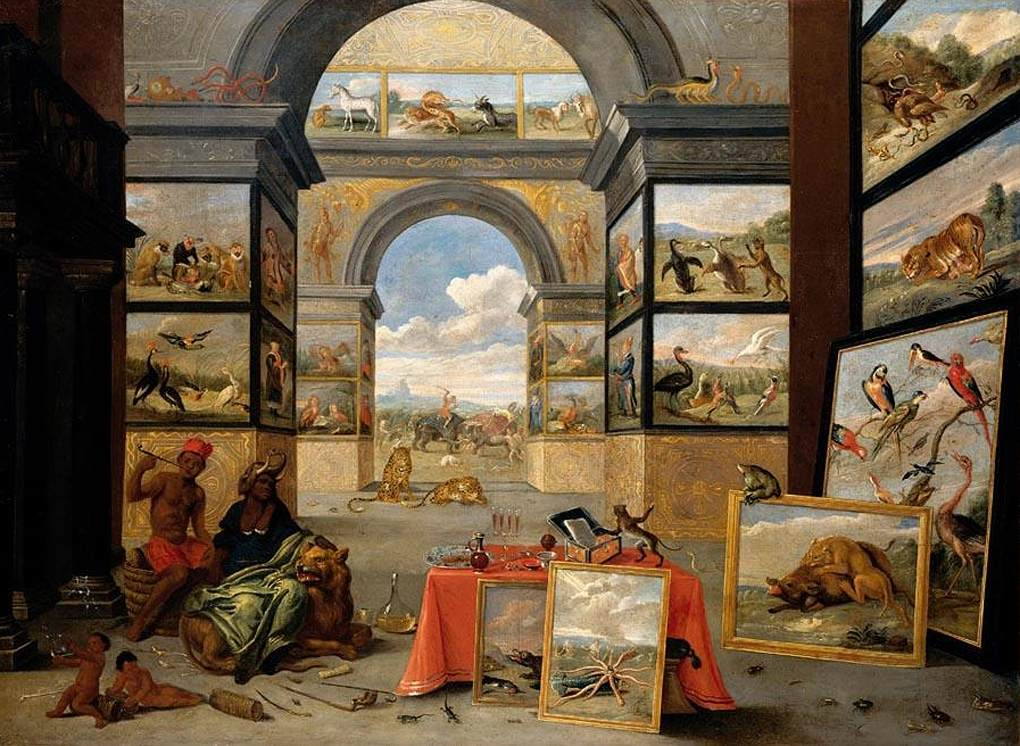
アフリカ大陸(1672)、個人蔵
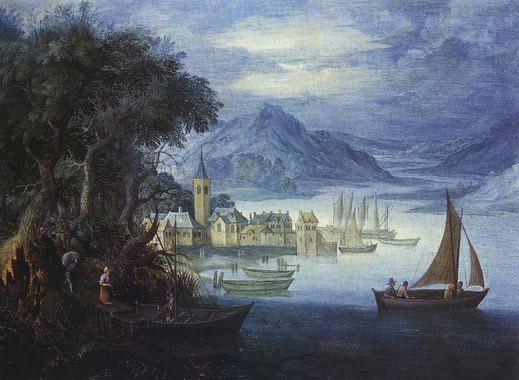
川辺の風景
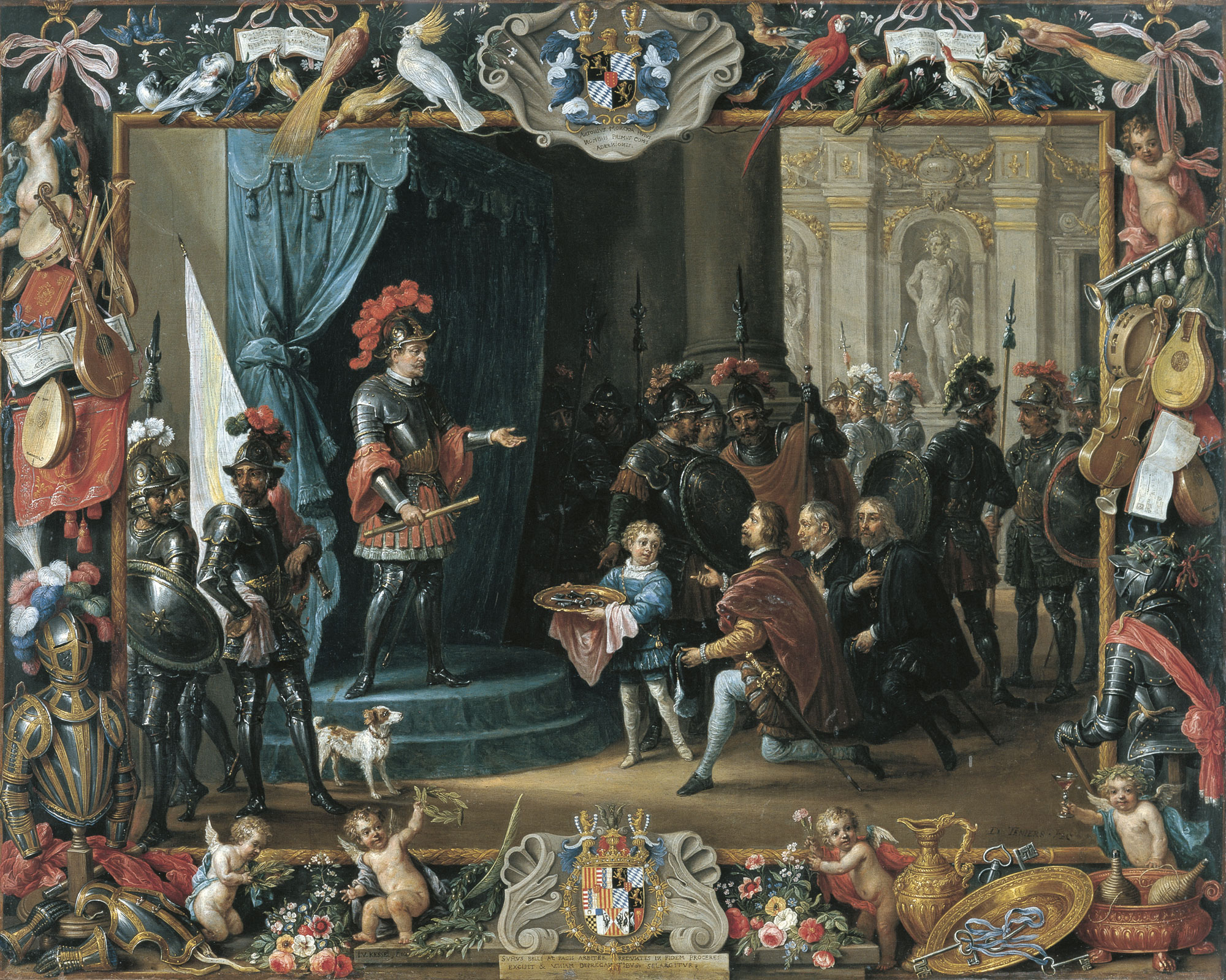
共作[5]、アントニオ公に降伏するシチリア反乱軍